# 蒼鷹 (急設網艦)
蒼鷹（あをたか/あおたか）は、日本海軍の敷設艦（急設網艦）。
初鷹型敷設艦の2番艦。急設網艦に分類する文献もあるが、日本海軍の法令上は敷設艦である。

## 概要
初鷹型敷設艦は、③計画艦における「白鷹」の改良型。
「蒼鷹」の艦名は、鷹狩りにもちいる鷹（オオタカ）に依る。艦名は、日露戦争に参加した隼型水雷艇の「蒼鷹」に続いて2隻目。
太平洋戦争では、防潜網展開や機雷敷設任務以外にも、東南アジア方面での船団護衛任務に従事した。1944年（昭和19年）9月26日、米潜水艦の雷撃により沈没。

## 艦型
竣工時の艦型は初鷹型急設網艦#艦型を参照。
「あ号作戦後の兵装増備状況調査」によると、1944年(昭和19年)4月10日時点で25mm連装機銃を前部40mm連装機銃の直後と後部40mm連装機銃の後方にそれぞれ機銃台を設けて1基ずつ増備した。対潜兵装は九四式爆雷投射機1基、九三式水中聴音機を装備、探信儀には水流覆が装備されていた。

## 艦歴
1939年（昭和14年）5月10日、「蒼鷹」は播磨造船所（相生市）で起工。同造船所は、本艦を含む敷設艦複数隻（沖島、初鷹、蒼鷹、若鷹）を建造した。
同年12月23日、2隻（蒼鷹《播磨造船所建造》、樫野《三菱重工業長崎造船所建造》）は正式に命名される。
1940年（昭和15年）2月3日、進水。2月8日、播磨造船所の蒼鷹艤装員事務所は事務を開始する。
6月30日、竣工。蒼鷹艤装員事務所を撤去。舞鶴鎮守府籍。
同年10月11日、横浜港沖で行われた紀元二千六百年特別観艦式に参加。11月15日、第1根拠地隊（第二艦隊）に編入。中支で行動する。1941年（昭和16年）4月10日、第1根拠地隊（第三艦）所属となり、南支方面進出。12月4日、パラオに到着して太平洋戦争開戦を迎えた。緒戦はフィリピン攻略作戦にともなうレガスピー（ルソン島）攻略作戦やラモン湾上陸作戦に従事。
1942年（昭和17年）1月より蘭印作戦にともなうケンダリー（セレベス島）攻略作戦、マカッサル攻略作戦などに参加。3月10日、第23特別根拠地隊（第二南遣艦隊）に編入。その後、東南アジアにおけるスラバヤからマニラ方面にかけての船団護衛任務に従事した。
1943年（昭和18年）7月30日、第二南遣艦隊直属となる。9月6日より第23特別根拠地隊に編入。11月1日、第26特別根拠地隊に編入。12月1日、第26特別根拠地隊は第四南遣艦隊所属となる。
1944年（昭和19年）6月25日、母港の舞鶴港に帰投して8月13日まで修理と整備を実施した。佐世保回航後、8月16日に同地発。9月18日、マニラに到着。21日、マニラを出発。9月26日、ボルネオ島北西海面で米潜水艦パーゴ (USS Pargo, SS-264)の魚雷攻撃により沈没した。
11月10日、敷設艦2隻（八重山、蒼鷹）は敷設艦および帝国軍艦籍から除籍された。

## 年表
- 1939年5月10日 播磨造船所で起工。
- 1940年2月3日 進水。
  - 6月30日 竣工。
- 1944年9月26日 ボルネオ北方にて米潜水艦パーゴの雷撃で戦没した。
  - 11月10日 除籍[11]。

## 歴代艦長
※脚注なき限り『艦長たちの軍艦史』211頁に基づく。

### 艤装員長
- 藤村白鷹 大佐：1940年2月5日[35] - 1940年6月30日[36]

### 艦長
- 藤村白鷹 大佐：1940年6月30日 - 1940年11月15日[37]
- 能美実 大佐：1940年11月15日 - 1941年2月15日[38]
- 宮下頼永 中佐：1941年2月15日 - 1941年9月12日[39]
- 小山猛男[39][40] 中佐/大佐：1941年9月12日[39] - 1944年5月1日[40]
- 太田良直治 中佐：1944年5月1日 - 1944年10月9日[41]

## 同型艦
- 初鷹
- 若鷹